# 布里斯托灣獅子魚
布里斯托灣獅子鱼，为輻鰭魚綱鮋形目杜父魚亞目狮子鱼科的其中一種。分布於北太平洋區，包括白令海、阿拉斯加、丘乞克海等海域，屬底棲性魚類，棲息在水深31至77公尺的海域，生活習性不明。